# Андрей Чобану
Андрей Чобану (рум. Andrei Ciobanu, нар. 18 січня 1998, Бирлад) — румунський футболіст, півзахисник клубу «Вііторул».

## Клубна кар'єра
Народився 18 січня 1998 року в місті Бирлад. Вихованець футбольної школи клубу «Вііторул», що мала назву «Академія Георге Хаджі». Дорослу футбольну кар'єру розпочав 2015 року в основній команді того ж клубу, кольори якої захищає й донині. У 2016 році став з командою чемпіоном Румунії, а 2019 року — володарем Кубка країни.

## Виступи за збірні
2014 року дебютував у складі юнацької збірної Румунії, взяв участь у 9 іграх на юнацькому рівні.
З 2017 року залучався до матчів молодіжної збірної Румунії, у її складі поїхав на молодіжний чемпіонат Європи 2019 року в Італії.

## Титули і досягнення
- Чемпіон Румунії (1):

«Віїторул»: 2016–17
- Володар Кубка Румунії (1):

«Віїторул»: 2018–19
- Володар Суперкубка Румунії (1):

«Віїторул»: 2019